# 天地無用！
《天地無用！》，是由日本的動畫公司AIC製作的原創動畫系列。簡稱「天地」。
標題的原意是日文中用於寫在包裹或貨箱上，提醒搬運者勿將貨品倒置，以免損壞貨品；亦即「請勿倒置」的意思。

## 概要
1992年創通映像出品的OVA作品當中，包含了《天地無用！》。最初梶島正樹向AIC提交原案時，並沒有受到太大重視。但OVA第一期發行之後受到了很大的歡迎，於是AIC開始製作很多相關作品。
該作品舞台是以岡山縣為背景。

## 登場人物

### 基本登場人物

#### 主要角色
柾木天地（Tenchi Masaki，聲：菊池正美（日本）；郭志權（香港））
簡稱天地，繼承樹雷皇家之力，能使用光鷹劍。
魎呼（Ryoko，聲：折笠愛（日本）；李秀儀（香港））
駕駛魎皇鬼的宇宙海賊，敗在天地手下。個性狂野，對天地有好感。
柾木阿重霞樹雷（Aeka Masaki Jurai，聲：高田由美→七绪春日（日本）；盧素娟（香港））
簡稱阿重霞，樹雷皇家第一公主，表面斯文有禮，內在任性潑辣，對天地有好感。
柾木砂沙美樹雷（Sasami Masaki Jurai，聲：橫山智佐（日本）；林元春（香港））
簡稱砂沙美，樹雷皇家第二公主，個性溫柔善良，喜好做家事。
魎皇鬼（Ryo-Ohki，聲：小櫻悅子（日本）；雷碧娜（香港））
宇宙特殊生物，平時以地球可愛生物型態存在，能自由變化為宇宙戰艦。
九羅密美星（Mihoshi Kuramitsu，聲：水谷優子→富澤美智惠（日本）；鄭麗麗（香港））
簡稱美星，金髮碧眼的天然呆傻大姊。擁有完美的記憶力，但卻缺乏組織能力，曾因一本報告書令銀河警察本部作業癱瘓四天，只為整理美星報告書的綱要~雖然個性迷糊，但擁有無敵的運氣，能在誤打誤撞下解決各式各樣的疑難雜症；因此得以常保銀河警察的身分，但在事件解決前必定讓周遭陷入極度混亂的狀態。
白眉鷲羽（Washu Hakubi，聲：小林優子（日本）；梁少霞（香港））
簡稱鷲羽，自稱是「宇宙第一的天才科學家」。外表看起來像是10幾歲的少女還有成年女性的第二特徵。喜歡別人叫她「鷲羽妹」，而她稱呼對方會加個「殿下」。是設立銀河學園的一人。實際年齡在2萬歳以上。魎呼和魎皇鬼的製作者（特別是魉呼用的是她本人的卵子，可以說是魉呼的母親）。在學生時代結婚生了孩子，那個子孫是九羅密一族（她是美守、美瀾的奶奶、美兔跳的祖奶奶、美星的太祖奶奶）。

#### 次要角色
神木諾伊圭樹雷（聲：進藤尚美（日本））
神木瀨戶樹雷的養女，被指定為天地的未婚妻。但實際上是為了監視天地家的潛在戰力是否會威脅到樹雷所派駐。其原因來自能產生光鷹翼並將其物質化的天地；魎呼力量泉源的三顆寶玉(內含鷲羽身為三命頂神時期的記憶與部分力量，其力量與敵皇家之樹有異曲同工之妙，被樹雷皇族認為也有產生光鷹翼的可能)；鷲羽製造威力足以匹敵樹雷第二世代艦的魎皇鬼；與砂砂美同化的三命頂神之一的津名魅；宇宙第一的天才科學家鷲羽(雖然力量已被分化，但其科學實力仍被樹雷所畏懼)；以及九羅密家的無敵女兒:美星。
柾木勝仁（聲：青野武（日本））
天地的爺爺也是天地神社的住持。本名是柾木遙照樹雷（まさき ようしょう じゅらい），樹雷星的皇太子。阿重霞與砂沙美的異母兄，原本是阿重霞的未婚夫。在勝仁指導天地劍技時被準備叫天地用餐的阿重霞發現真實身分。在樹雷星上有其雕像。
艾丽
天地的奶奶，在婚姻拥有最大话语权的人，最恨人家说自己老迈，要人家叫她姐姐。
柾木水穗（聲：永島由子（日本））
遙照和艾里的大女兒，天女、天地與劍士的阿姨。
柾木信幸（聲：青野武（日本））
天女、天地與劍士的父親，建築設計師，出身柾木家族，为人好色。
柾木清音（聲：篠原惠美（日本））
信幸的亡妻，天女跟天地的生母，性格頗糟且不太適合照顧小孩，死因是壽終正寢。漫畫版則設定為本為樹雷星皇女，到地球求學，認識了柾木信幸。在一次時空混亂中，與天地、魉呼、阿重霞等人相遇，在宇宙最惡生命體「絕」出現，欲殺掉清音，被天地以光鷹劍擋下，但是天地、魉呼、阿重霞等人卻陷入苦戰。清音逼不得已，只好使出樹雷皇家密技－「萬丈樹雷」將絕消滅，卻種下了日後不能再使用樹雷星之力的後果。
柾木天女（聲：篠原惠美（日本））
天地、劍士的姊姊，第一次登場已經80歲了，不過以地球人的外表看起來只有20歲左右，喜欢扮成天地的生母哄天地。
柾木玲亞（聲：夏樹莉緒（日本））
生於名為傑米娜的異世界經調整過之人造生命體，因好奇看了傳送裝置而被傳送至地球，偶然被天地母親清音在山中發現撿回來後成為天地父親的工作夥伴。天地曾藉由她口中得知，母親其實是活潑開朗的人，與天地印象中的溫柔婉約有所落差。天地對母親的形象大多來自玲亞。成為天地的繼母後改姓柾木。
柾木劍士（聲：下野紘（日本））
信幸與玲亞所生，天地的弟弟。身體能力遠在一般人之上，但因所在家庭的關係基本上認為自己是體弱型的人。家事、維修、建造、體術、劍術、求生技術等能力皆很高。相當喜歡水晶（主要是因為小時候曾看過魎皇鬼的戰艦型態而被深深吸引），異世界聖機師物語男主角。
阿座化（聲：緒方賢一（日本））
火美猛（聲：高木涉（日本））

### 樹雷

#### 皇族
真沙希
初代樹雷皇的妹妹。

##### 柾木家
柾木阿主沙樹雷（聲：大塚明夫（日本））
現樹雷皇。遙照.阿重霞.砂沙美生父。
柾木船穗樹雷（聲：佐久間玲（日本）；蔡惠萍（香港））
現樹雷皇的妻子。遙照的生母。
柾木美砂樹樹雷（聲：榊原良子（日本）；黃鳳英（香港））
現樹雷皇的妻子。阿重霞.砂沙美的生母。
柾木遙照樹雷（聲：子安武人（日本））
現樹雷皇的第一皇子。
柾木阿重霞樹雷（聲：高田由美（日本））
現樹雷皇的第一皇女。
柾木砂沙美樹雷（聲：橫山智佐（日本））
現樹雷皇的第二皇女。
柾木闥亞
柾木麻真樹雷
闥亞夫人。原砂沙美的侍女。

##### 神木家
神木內海樹雷（聲：廣瀨正志（日本））
神木瀨戶樹雷（聲：野澤由香里（日本））
阿重霞與砂砂美的外祖母，興趣是牽紅線與享受美食。交際手腕高明強勢，被稱為樹雷的鬼姬，樹雷實際上的掌權人。
神木諾伊圭樹雷（聲：進藤尚美（日本））

##### 天木家
天木魅月樹雷
天木舟參樹雷

##### 龍木家
龍木言申樹雷
龍木西阿

#### 眷族

##### 雨木家
雨木華船

##### 立木家
立木林檎（聲：田邊留依（日本））

#### 皇家的樹
初始之樹
津名魅（聲：橫山智佐（日本）；陸惠玲（香港））
第一世代
霧封
船穗
神武
第二世代
水鏡
瑞穗
霞鱗
龍皇
瑞輝
第三世代
鏡子
水薙
第四世代以下
穗野火

#### 其他
司仕委
平田兼秋
平田兼光（聲：小杉十郎太（日本））
平田夕（聲：中村櫻（日本））
風守青宗

### 銀河GP
柾木藍里（聲：玉川紗己子（日本））
是銀河學院理事長（兼GP學院理事長），遙照現在的妻子（相當於天地的奶奶，不過她不喜歡被稱呼為奶奶，要不然她會很生氣）。
九羅密美守（聲：杉田郁子（GXP、OVA第3期）→澤海陽子（OVA第4期）（日本））
九羅密美瀾（聲：松岡文雄（日本））
美星及美咲生的爸爸，恪守门当户对婚姻理念
九羅密吟鍛（聲：諏訪部順一（日本））
九羅密美兔跳（聲：水谷優子（日本））
美星及美咲生的妈妈。
九羅密美生（聲：綠川光（日本））
美星的弟弟，恋姐狂，因收到误传美星和天地的相恋而决定消灭除了美星外的天地一家，可惜实力悬殊而反被制服。
玛西斯（聲：小野寺啓子（日本））
美咲生的恋人，为了他愿意为他做尽一切。
藤正（聲：宇垣秀成（日本））
ソルナール（聲：小西克幸（日本））
バグマ（聲：園部好德（日本））
天南靜龍（聲：真殿光昭（日本））
銀河學院講師，擅长剑术，歧视地球出身的西南，爱恋雨音，因為實習課被宇宙海賊襲擊後擄走，之後因家中长辈投靠海贼而加入海賊倒戈相向，最后跟西南一对一对决时被西南的电击棒挑松了裤带而出洋相，从而被判败北。
カーサ·イグリエ
四加一樹（聲：室園丈裕（日本））
現樹雷王阿主沙的生父，目前是普通人身分而非樹雷王族。
四加阿麻芽
現樹雷王阿主沙的生母，目前是普通人身分而非樹雷王族。
朱螺凪耶
夷隈
真備清音（日本聲優：天野由梨；粵語配音：陸惠玲（OVA翻外篇）、黃玉娟（TV版）、譚淑嫻（劇場版））
高材生、最出色的銀河警察。但跟九密羅美星搭檔後卻從此走上絕路，不斷被美星拖累。在OVA第一期完結後的番外篇「宇宙刑事美星銀河大冒險」首次登場。在電視TV版成為恒常出場的一員。在劇場版「炎夏之聖誕」也成為了常居於天地家中的一員。但正傳OVA似乎從未登場。

### 世二我
九羅密美壯
美釀的父親世二我的元首。
九羅密美釀
鷲羽的丈夫。
九羅密戀順
美釀的再婚對象。
九羅密美雲
美釀與鷲羽的息子，之後與光雪結婚。是美星的祖爺爺，也是美守、美瀾的父親。
九羅密光雪（美雪）
戀順的女兒，之後與美雲結婚。是美星的祖奶奶，也是美守、美瀾的母親。
九羅密美守（聲：杉田郁子（日本））
請參照銀河GP。
九羅密美瀾（聲：松岡文雄（日本））
請參照銀河GP。
九羅密吟鍛（聲：諏訪部順一（日本））
請參照銀河GP。
九羅密美兔跳（聲：水谷優子（日本））
請參照銀河GP。
九羅密美生（聲：綠川光（日本））
請參照銀河GP。

### 其他基本登場人物
神我人（聲：若本規夫（日本））
柾木遙照樹雷的最大对手，因年轻时跟柾木遙照樹雷竞争失败而失踪，一心觊觎树雷的皇位宝座，获得黑暗力量后容貌与体力跟年轻时无异，得以打败老年的柾木遙照樹雷，最终不敌柾木天地而败亡。
幽戏
：新天地无用最大反派，拥有毁灭树雷星之力，一度被上代树雷皇封印，工于心计，通过各种手段企图瓦解天地一家凝聚力，以达到统治地球目的，但对砂沙美存在友好之情，最终败于天地之手而陷入睡眠之中，并被囚禁在天地一家的旁边洞穴里。 
秀真
：幽戏三大手下之一，黄色头发并扎起马尾，拥有变成巨兽的能力，负责诱使魉呼重新加入宇宙海盗行列，实力在魉呼之上，但由于天地激发宝石力量而反被杀害。
东日流
：幽戏三大手下之一，要清音用反物质次元弹头的子弹才被她杀死。
真鸟
：幽戏三大手下之一，是名女子，实力在阿重霞之上，劝使幽戏杀害砂沙美反被杀害。
神代佐久耶
：天地的同学及恋人，实际是幽戏的影子，没有父母及上学前的记忆，无意中瓦解天地一家凝聚力，最终被幽戏施法导致消失。
訪希深（聲：冬馬由美（日本））
：天地无用魉皇鬼第二期登场，眼白上红下蓝色，津名魅的妹妹，实际为她的本体
D3（聲：大友龍三郎（日本））
Dr.克利（聲：加藤精三（日本））
Z（聲：花輪英司（日本））
：天地无用魉皇鬼第三期登场的反派，原名Z0001332536873，左眼眼白紫色，右眼眼白白色，绿色短发，拥有摧毁星球的能力，连天地也抵敌不住。Z因为失去亲人的痛，打算向由津名魅等人所主导的高阶存在反抗，先除掉天地的存在，再逼津名魅她们让天地再生，这样历史就可以倒转，Z或许就不会承受失去亲人与肉体受创的痛苦打击。
零
萬素

### 天地無用！GXP登場人物
主要敘述一名地球少年山田西南，成為一名銀河警察(GP)及對抗宇宙海賊的故事。在天地無用系列裡屬支線故事，即使是原作主角柾木天地也僅只出現兩話。

#### 主要人物
山田西南（聲：茂木滋（日本））
本作的主角。天地中學時的後輩兼竹馬之交，15歳。雜貨店的長男。跟宇宙沒有任何關係的純種地球人，卻因為雨音誤會其為天地的親戚，交給他GP入學手冊，加上山田一家为了奖品逼他印上指模，從而進入GP就讀。
擁有將「不幸」這件事擴散出去的極端確率變動值的存在，對宇宙海賊而言有極強大的吸引力，因而相當受到GP以及樹雷上層的喜愛，瀨戶則稱這是「才能」而非不幸。因為太容易吸引宇宙海賊所以又被稱為「羅蕾來西南(ローレライ西南)」。(羅蕾來是神話裡會吸引船隻並使其沈沒的妖精)
在學生時期便受命成為「守蛇怪（かみだけ）」艦長。在與海賊交戰(吸引)期間為護送皇家之樹種子，艦體造成嚴重損壞。之後便透過瀨戶獲得鷲羽製作的守蛇怪二代艦。
被邊境惑星沉眠的「神像（ジンゾウ）」中的第一世代皇家之樹（固定在種子型態）所選中，因而成了樹雷皇位繼承權第三順位者。
在GP畢業後的第一個任務是跟雨音、霧戀、魎呼、奈丘四人(加一隻小福)結婚，途中卻被瀬戸底下親衛隊的女官(真身是簾座連合的女間諜)搶婚。而結婚主要目的是要修正西南的極端確率變動値，雖然西南不再像以前一樣不幸，但吸引宇宙海賊的「才能」卻依然不變。
雨音·卡烏那克（聲：鈴木麻里子（日本））
黄色短发，為宇宙知名服裝品牌設計家卡烏那克之獨生女也是知名的模特兒。從小受父親溺愛，但很想知道自己的能力到哪，便退出模特兒界加入GP。
原為二級刑事，因為要西南加入宇宙刑警一事違反規定，被降為責任老師，之後成為守蛇怪一員。
正木霧戀／柾木霧戀樹雷（聲：佐久間紅美（日本））
為西南青梅竹馬正木海的姊姊。從小看著西南長大，是柾木家的遠親，故也是宇宙人。因為看著西南長大，如姊如母的照顧時常受傷的西南，也是西南第一位喜歡上的女性。
爾後為加強守蛇怪的力量，獲得皇家之樹選樹資格，改姓柾木，正式成為樹雷皇家一員。
魎呼·巴爾達（聲：久川綾（日本））
為現任巴爾達王的曾孫女，原本以為自己是掛名，但是經過DNA比對，得知自己是直系血親。除了曾是海賊外，還擔任宇宙海賊侵入銀河刑警裡的間諜，化身為艾魯瑪。
奈丘·奈·梅爾馬斯（聲：水樹奈奈（日本））
本職為巫女，直至遇到西南才退休，雖然外觀如女童，並一直叫西南哥哥，但現年兩千歲。
小福（聲：金田朋子（日本））
為鷲羽的「人造女兒」之一，是守蛇怪二代艦的生物型電腦，愛吃紅蘿蔔。

#### 地球
正木海（聲：菅沼久義（日本））
西南的青梅竹馬，正木霧戀的弟弟。因為個性開朗，且本身有外星人血統，所以對西南招致倒霉的惡運較常人容易接納，但他本人並不知道自己是外星人。後與西南的妹妹吉子成為情侶。
正木月湖
山田北東（聲：鈴木勝美（日本））
西南之父，個性較大而化之，喜歡看報紙。
山田今日子（聲：小野寺啓子（日本））
西南之母，個性開朗。原以為常對西南因惡運受傷為樂，但其實非常關心西南，曾為西南交到正木海這位朋友，高興而泣。
山田吉子（聲：能登麻美子（日本））
西南之妹，有點花癡類型，後與正木海交往。

#### 銀河GP學校所屬
NB（聲：渡邊慎一（日本））
原為觀察西南生活的圓型機器人，但後來被雨音改造，成為有自覺性的好色機器人，外型及能力應該是參考鋼彈(高達)的「哈囉」。
三個臭皮匠
阿朗（聲：福山潤（日本））
原為銀河刑警裡的運輸機駕駛員，意外加入海賊，成為天南靜龍的手下。
巴利（聲：永野廣一（日本））
同阿朗。
康（聲：沼田祐介（日本））
同阿朗。
肯尼斯·巴爾（聲：野島健兒（日本））
為西南銀河刑警學校同梯次同學。
勞覺·加瓦烏拉（聲：千葉進步（日本））
為西南銀河刑警學校同梯次同學，喜歡艾魯瑪。
奈緒子（聲：永島由子（日本））
某運輸艦的副官，之後船艦被海盜攻擊，原與艦長同為人質，後阿朗三人自願與之替換。

#### 聯座聯合
珀蓮（聲：梶原由三子（日本））
原為騎珀王國第一公主的大女兒，本名為白花・蓮音・騎珀（しろはな・れんね・きはく），派來至樹雷當間諜，並成為瀨戶的親信。
原本的目的是要了解樹雷及銀河刑警如何對抗海賊，但卻發現自從西南加入銀河刑警後，短時間內便將達洛馬(不倒翁)海賊團消滅，於是趁西南與霧戀結婚時，進行搶婚。
火煉（聲：河原木志穗（日本））
原為火泉王國第一王子的三女，本名為翅焔・煉極・火泉（しえん・れんごく・かせん）。
玉蓮（聲：高森奈緒（日本））
原為磨玉王國第十三公主、本名為心珠・蓮鎖・磨玉（しんじゅ・れんさ・まぎょく）。
翠蓮（聲：白倉麻子（日本））
原為翠霊王國第五公主、本名為光椰面・蓮颯・翠霊（みなも・れんそう・すいれい）。

#### 宇宙海賊

##### 
達嵐多／或譯作塔蘭托（聲：松田佑貴（日本））
在眾多海賊裡，屬為達目的不擇手段的類型，即使是親信，也視為棋子。其手段毒辣，甚至連GP都直接下達攻擊命令而不招降。
曾因輕視西南而導致手被其刺傷，此後便視西南為仇敵，似乎對霧戀有好感。
不·倒翁（聲：中嶋聰彥（日本））
宇宙海賊總帥，但似乎頭腦不太靈光。
小町·京（聲：朴璐美（日本））
宇宙海賊之一，雖為女性，卻相當高大。保有俠義古風，屬於盜亦有道的海賊，在GP高層裡也有人脈。之後成為天南的部下，最後成為一對情侶。
馬龍（聲：乃村健次（日本））

#### 其他
真清·卡烏那克（聲：中田和宏（日本））
雨音之父，對雨音溺愛有加，一開始極力反對雨音加入GP。
自然·卡烏那克（聲：速見圭（日本））
雨音之母，常協調雨音父女之間的關係，動畫裡人物的視角一直注視螢幕前方。
六月（聲：能登麻美子（日本））
雨音在當模特兒時期的好友。
貝卡（聲：永島由子（日本））
雨音在當模特兒時期的死對頭。
巴爾達國王（聲：小野健一（日本））
借由瀨戶之手，預定變成第一代的巴爾達國王，是魎呼·巴爾達的曾祖父。

## 動畫

### 天地無用！魎皇鬼（第1期）
此作是以該動畫系列的基本作品，所進行製作的第一部OVA系列。1992年－1993年製作。由PIONEER LDC出版發行。卷數是正篇全6卷+特別篇1卷。當時是以LD、VHS方式販售。但是後來又以DVD和藍光再度發售。
第1期的內容著重於主要登場人物和故事的進展。不過從第2期開始增加了登場人物的過去及經歷等等所有未解的伏筆為主線展開進行。所以，梶島正樹版的故事架構早已在第1期完結。

#### 各話列表（第1期）
| 話數               | 日文標題 | 中文標題              | 編劇         | 分鏡              | 演出       | 作畫監督                 | 發售日期       |
| 第1期              | 第1期    | 第1期                 | 第1期        | 第1期             | 第1期      | 第1期                    | 第1期          |
| ------------------ | -------- | --------------------- | ------------ | ----------------- | ---------- | ------------------------ | -------------- |
| 第一話             |          | 魎呼復活              | 長谷川菜穗子 | －                | －         | 竹內敦志 奧田淳          | 1992年 9月25日 |
| 第二話             |          | 阿重霞出現！          | 長谷川菜穗子 | 林宏樹            | 阿部雅司   | 中澤一登 竹內敦志        | 10月25日       |
| 第三話             |          | 你好！魎皇鬼          | 長谷川菜穗子 | 林宏樹            | 藤原洋英   | 菅沼榮治                 | 11月25日       |
| 第四話             |          | 星辰降臨之里 美星降臨 | 長谷川菜穗子 | 林宏樹            | －         | 奧田淳 菅沼榮治 金井次朗 | 12月10日       |
| 第五話             |          | 神我人來襲！          | 長谷川菜穗子 | 岡本有樹朗        | 岡本有樹朗 | 堀內博之 竹內敦志        | 1993年 2月25日 |
| 第六話             |          | 天地必要              | 長谷川菜穗子 | 梶島正樹          | －         | 森山雄治 竹内敦志        | 3月25日        |
| SPECIAL （第七話） |          | 祭典前夕              | 黑田洋介     | 八谷賢一 梶島正樹 | -          | 堀內博之 嵯峨敏 竹內敦志 | 9月25日        |

#### 製作人員（第1期）
- 原案：梶島正樹、林宏樹
- 導演：林宏樹（第1－6話）、八谷賢一（SPECIAL）
- 人物設定、總作畫監督：梶島正樹
- 設計工作：竹內敦志（日语：竹内敦志）
- 美術監督：威志
- 色彩設計：川見拓也
- 攝影監督：小西一廣
- 剪輯：邊見俊夫、船見康惠
- 音響監督：本田保則（日语：本田保則）
- 音樂：長岡成貢（日语：長岡成貢）
- 製作人：山下泰司→森尻和明、太田泉→山田久郎、井上博明（日语：井上博明）、長谷川康雄
- 製作：AIC、PIONEER LDC

#### 主題曲（第1期）
片頭曲
作曲、編曲：長岡成貢
片尾曲
作詞：枯堂夏子，作曲：松宮恭子，編曲：藤原いくろう，主唱：橫山智佐

### 天地無用！魎皇鬼（第2期）
1994年－1995年製作。同樣由PIONEER LDC出版發行。卷數是全6卷+1番外篇1卷。與第1期一樣當時是以LD、VHS的方式販售。但是後來又以DVD和藍光再度發售。

#### 各話列表（第2期）
| 話數     | 日文標題 | 中文標題                | 編劇     | 分鏡              | 演出     | 作畫監督                 | 發售日期       |
| 第2期    | 第2期    | 第2期                   | 第2期    | 第2期             | 第2期    | 第2期                    | 第2期          |
| -------- | -------- | ----------------------- | -------- | ----------------- | -------- | ------------------------ | -------------- |
| 番外篇   | （）     | 宇宙刑事美星 銀河大冒險 | 月村了衛 | 小澤一浩          | 小澤一浩 | 阿部恒                   | 1994年 3月25日 |
| 第八話   |          | 你好！小嬰兒            | 黑田洋介 | -                 | -        | 阿蒜晃志 中山岳洋        | 9月25日        |
| 第九話   |          | 砂沙美與津名魅          | 黑田洋介 | 小澤一浩          | 小澤一浩 | 阿部恒                   | 10月25日       |
| 第十話   |          | 喜歡天地                | 黑田洋介 | －                | 神田直人 | 西尾洋 河村明夫 井上榮作 | 1995年 2月25日 |
| 第十一話 |          | 女神降臨                | 黑田洋介 | －                | 冨永恒雄 | 松本文男                 | 3月25日        |
| 第十二話 |          | 零·魎呼                 | 黑田洋介 | 舛成孝二          | 小澤一浩 | 新岡浩美                 | 6月25日        |
| 第十三話 |          | 皇帝既至，幸福不遠      | 黑田洋介 | 八谷賢一 梶島正樹 | -        | 西尾洋 恩田尚之          | 9月25日        |

#### 製作人員（第2期）
- 原案、故事概念、人物設定（番外篇則標示「原創人物設定」）、總作畫監督：梶島正樹
- 導演：八谷賢一（第8－13話）、小澤一浩（番外篇）
- 設計工作：竹內敦志
- 美術監督：威志（第8－13話）、根崎知惠子（番外篇）
- 色彩設計：江口哲治（第8－13話）、川見拓也（番外篇）
- 攝影監督：佐藤均（第8－13話）、藤田正明（番外篇）
- 剪輯：邊見俊夫、船見康惠
- 音響監督：本田保則
- 音樂：長岡成貢
- 製作人：森尻和明、井上博明、長谷川康雄
- 製作：AIC、PIONEER LDC

#### 主題曲（第2期）
片頭曲
作詞：枯堂夏子，作曲：前田克樹，編曲：藤原，主唱：橫山智佐
片尾曲
作詞：枯堂夏子，作曲：石黑孝子，編曲：藤原，主唱：折笠愛
插入歌（第8話）
作詞：枯堂夏子，作曲、編曲：長岡成貢，主唱：小林優子

### 魔法少女砂沙美
以該動畫系列作品角色砂沙美為主角加魔法少女為題材的外傳作品。
- 魔法少女砂沙美 OVA版 全3卷（1995年－1997年）
- 魔法少女砂沙美 電視動畫版 全26話（1996年－1997年3月）

此外還有出過廣播劇CD版、小說版、漫畫版、遊戲版。

### 天地無用！
此作是同名動畫系列第一次以電視動畫的方式播出的作品。1995年4月－9月每週日下午18時30分在東京電視台系列、岐阜放送首播。全26話。
還有，整季的劇情內容為新的完全原創故事，因此跟OVA正篇有差異有分歧，也可視為平行世界的獨立故事線。共有3部長篇，分別有「地球篇」10話、「特別興行」（番外篇）3話及「宇宙篇」13話。此外，除了「特別興行」篇之外，每話都附有副標題「○○無用！」作表示。還有，「特別興行」篇則是以「天地開闢 時空道行」分成前篇、中篇及後篇總共3話。
角色方面，雖然是延續OVA版的設定，但在此作全都改成初期的設定，所以也可視作另一部全新的作品。

#### 製作人員（天地無用！）
- 原案、原創人物設定：梶島正樹
- 導演：根岸宏
- 劇本統籌：月村了衛
- 人物設定、總作畫監督：堀內博之
- 概念設計：竹內敦志
- 美術監督：朝倉千登勢
- 音樂：長岡成貢
- 音響監督：本田保則
- 製作人：森尻和明、岩田圭介
- 製作：PIONEER LDC、東京電視台

#### 主題歌（天地無用！）
片頭曲
作詞：枯堂夏子，作曲：石田正人，編曲：伊藤真太朗&TAKU，主唱：SONIA
片尾曲
作詞：枯堂夏子，作曲、編曲：藤原，主唱：折笠愛、高田由美
該片尾曲有分魎呼的聲優折笠愛獨自主唱和阿重霞的聲優高田由美獨自主唱共2種版本，還有影片內容也有所不同。

#### 各話列表（天地無用！）
| 話數       | 日文標題 | 中文標題               | 編劇         | 分鏡       | 演出       | 作畫監督                 | 首播日期      |
| 地球篇     | 地球篇   | 地球篇                 | 地球篇       | 地球篇     | 地球篇     | 地球篇                   | 地球篇        |
| ---------- | -------- | ---------------------- | ------------ | ---------- | ---------- | ------------------------ | ------------- |
| 第一話     |          | 問答無用！             | 月村了衛     | 松尾慎     | 岩崎良明   | 須賀重行                 | 1995年 4月2日 |
| 第二話     |          | 皇女無用！             | 月村了衛     | 小村敏明   | 小村敏明   | 梶浦紳一郎               | 4月9日        |
| 第三話     |          | 擔心無用！             | 西園悟       | 石原立也   | 石原立也   | 岡田幸子 日下岳史        | 4月16日       |
| 第四話     |          | 妖怪無用！             | 黒田洋介     | 木村真一郎 | 木村真一郎 | 小林由香理               | 4月23日       |
| 第五話     |          | 搭擋無用！             | 月村了衛     | 緋星遙     | 黑田泰浩   | 田中誠輝                 | 4月30日       |
| 第六話     |          | 派駐無用！             | 月村了衛     | 舛成孝二   | 岩崎良明   | 須賀重行                 | 5月7日        |
| 第七話     |          | 緣日無用！             | 月村了衛     | 小村敏明   | 小村敏明   | 梶浦紳一郎               | 5月14日       |
| 第八話     |          | 天才無用！             | 黑田洋介     | 石原立也   | 石原立也   | 日下岳史                 | 5月21日       |
| 第九話     |          | 追憶無用！             | 黑田洋介     | 福本潔     | 福本潔     | 入江篤                   | 5月28日       |
| 第十話     |          | 宿敵無用！             | 月村了衛     | 大地丙太郎 | 黑田泰浩   | 田中誠輝                 | 6月4日        |
| 特別興行   |          |                        |              |            |            |                          |               |
| 第十一話   |          | 天地開闢 時空道行 前篇 | 月村了衛     | 木村真一郎 | 木村真一郎 | 小林由香理               | 6月11日       |
| 第十二話   |          | 天地開闢 時空道行 中篇 | 月村了衛     | 舛成孝二   | 岩崎良明   | 堀內博之 平岡正幸        | 6月18日       |
| 第十三話   |          | 天地開闢 時空道行 後篇 | 月村了衛     | 石原立也   | 石原立也   | 日下岳史                 | 6月25日       |
| 宇宙篇     |          |                        |              |            |            |                          |               |
| 第十四話   |          | 叛亂無用！             | 月村了衛     | 小村敏明   | 小村敏明   | 梶浦紳一郎               | 7月2日        |
| 第十五話   |          | 逃亡無用！             | 月村了衛     | 福本潔     | 福本潔     | 入江篤                   | 7月9日        |
| 第十六話   |          | 潛伏無用！             | 月村了衛     | 大地丙太郎 | 黑田泰浩   | 田中誠輝                 | 7月16日       |
| 第十七話   |          | 空腹無用！             | 黑田洋介     | 木村真一郎 | 木村真一郎 | 高橋英樹                 | 7月23日       |
| 第十八話   |          | 幽靈無用！             | 長谷川菜穗子 | 石原立也   | 石原立也   | 日下岳史                 | 7月30日       |
| 第十九話   |          | 爆走無用！             | 關島真賴     | 小村敏明   | 小村敏明   | 梶浦紳一郎               | 8月6日        |
| 第二十話   |          | 泳裝無用！             | 月村了衛     | 岩崎良明   | 岩崎良明   | 須賀重行 奧田淳          | 8月13日       |
| 第二十一話 |          | 關隘無用！             | 黑田洋介     | 福本潔     | 福本潔     | 入江篤                   | 8月20日       |
| 第二十二話 |          | 騎士無用！             | 月村了衛     | 大地丙太郎 | 黑田泰浩   | 田中誠輝                 | 8月27日       |
| 第二十三話 |          | 因緣無用！             | 月村了衛     | 石原立也   | 石原立也   | 日下岳史                 | 9月3日        |
| 第二十四話 |          | 魎呼無用！             | 月村了衛     | 小村敏明   | 小村敏明   | 梶浦紳一郎               | 9月10日       |
| 第二十五話 |          | 決戰無用！             | 月村了衛     | 岩崎良明   | 岩崎良明   | 須賀重行 堀內博之 奥田淳 | 9月17日       |
| 第二十六話 |          | 結論無用！             | 月村了衛     | 松尾慎     | 廣嶋秀樹   | 室井文惠                 | 9月24日       |

| 東京電視台 星期日 18時30分－19時00分 節目 | 東京電視台 星期日 18時30分－19時00分 節目 | 東京電視台 星期日 18時30分－19時00分 節目 |
| ----------------------------------------- | ----------------------------------------- | ----------------------------------------- |
|                                           | 天地無用！                                |                                           |
| TXN新聞 THIS EVENING                      | 千夜釣行                                  |                                           |

### 天地無用！in LOVE
此作是同名動畫系列以動畫電影的方式上映的第1部作品。1996年在日本首映。故事內容則是基於電視版本的情節而編成。故事起于天地的妈妈在纪录影像无缘无故消失，导致天地也受牵连，为了不让天地消失，魉呼，阿重霞，砂沙美等回到过去保护他母亲。

#### 製作人員（劇場版第1作）
- 導演：根岸弘
- 編劇：月村了衛、根岸弘
- 原創人物設定：梶島正樹
- 人物設定、總作畫監督：堀內博之
- 分鏡：松尾慎
- 演出：舛成孝二
- 作畫監督：岸田隆宏、黑田和也（日语：黒田和也）、鈴木美千代
- 美術監督：新井寅雄
- 色彩設計：川見拓也
- 攝影監督：佐藤均
- 剪輯：邊見俊夫
- 音樂：克里斯多福·法蘭克
- 音響監督：本田保則
- 製作人：安田猛、青山秀喜、塚本茂、岡田渥美、荒井善清
- 創意製作人：真木太郎
- 動畫製作：AIC
- 製作：天地無用！劇場版製作委員會（角川書店、I&S、文化放送、Central Music（日语：文化放送グループ）、PIONEER LDC）

#### 主題歌（劇場版第1作）
主題歌「ALCHEMY OF LOVE 」
作詞、作曲、編曲：克里斯多福·法蘭克，主唱：尼娜·哈根&里克·裘德

### 天地無用！盛夏的聖誕夜
1997年在日本首映。同時上映的作品是《秀逗魔導士 GREAT》。登場角色除了清音之外，基本設定大致上接近OVA版的設定。還有，劇情上與電視動畫有差異有分歧，所以是平行世界的獨立故事線。故事起于天地在家外遇到一个叫麻由华的少女，她自称是天地的女儿，加上鹫羽在她头发中查不到疑点。无奈之下，天地唯有把她收留在家，却惹来魉呼，阿重霞的嫉妒，天地等人不知道麻由华实际是由厨叶控制的棋子，筹备着一项阴谋。

#### 製作人員（劇場版第2作）
- 導演：木村哲
- 編劇：長谷川菜穗子（日语：長谷川菜穂子）
- 原創人物設定：梶島正樹
- 人物設定、作畫監督：長野伸明
- 助理導演：增井壯一
- 美術監督：威志
- 色彩設計：松浦惠理子
- 攝影監督：野口肇
- 剪輯：古川雅士
- 音響監督：本田保則
- 音樂：大谷幸
- 製作人：阿部忠道、石川博、峰岸槙一、駒井勝、相馬哲哉、荒井善博
- 動畫製作：AIC
- 製作：「天地無用！盛夏的聖誕夜」製作委員會（角川書店、東京電視台、文化放送、Central Music、I&S、PIONEER LDC）

#### 主題歌（劇場版第2作）
主題歌
作詞、主唱：永井真理子，作曲、編曲：中村正人

### 天地無用！in LOVE 2 遙遠的思念
1999年在日本首映。故事內容則是基於電視版本的情節而編成。

#### 故事簡介（劇場版第3作）
天地由于厌烦魉呼和阿重霞争锋吃醋，走到一棵大树下，却被意外卷进大树中，醒来时候见到一名女子悉心照料他，而魉呼和阿重霞后来多日不见天地，走遍全国打工，期望找到他.....

#### 製作人員（劇場版第3作）
- 導演：根岸弘
- 編劇：網谷正治
- 原創人物設定：梶島正樹
- 人物設定、總作畫監督：高橋英樹（日语：高橋英樹 (アニメーター)）
- 分鏡：森田宏幸、根岸弘
- 演出：森田宏幸、淺見隆司、栗本宏志
- 作畫監督：吉野真一、金子匡邦
- 美術監督：朝倉千登勢
- 色彩設計：川見拓也
- 攝影監督：豐永安義
- 剪輯：掛須秀一（日语：掛須秀一）
- 音樂：齊藤恒芳（日语：斉藤恒芳）
- 音響監督：本田保則
- 製作：「天地無用！in LOVE2」製作委員會（角川書店、東京電視台、I&S、文化放送、Central Music、PIONEER LDC）

#### 主題曲（劇場版第3作）
主題歌　
作詞：吉元由美，作曲、主唱：杏里，編曲：小倉泰治

### 新·天地無用！
此作是同名動畫系列第二次以電視動畫的方式播出的作品。1997年4月1日至同年9月23日每週二下午18時00分同樣在東京電視台系列首播。全26話。
該作原本在製作以前的計劃名稱為根岸版「天地無用TV系列」第2彈，
但是經過討論後定向的結果是決定更換製作人員，導演改由高本宣弘擔任，劇本統籌由關島真賴負責。而原案者梶島在動畫播出後的工作人員表上新的職稱「原創人物設定」列出。
該動畫在播出之後，因片頭曲的主唱者是由山本琳達擔任而引發了話題。還有，音樂的工作則是交由以往參加過許多特攝影集或動畫英雄作品的菊池俊輔負責。
並於東京電視台首播完結1年之後，又在AT-X以一舉放送（連續13小時）的方式再放送。

#### 製作人員（新）
- 導演：高本宣弘
- 原創人物設定：梶島正樹
- 劇本統籌：關島真賴
- 總作畫監督、人物設定：辻武司
- 美術監督：朝倉千登勢
- 攝影監督：岡崎英夫
- 音樂：菊池俊輔
- 音響監督：本田保則
- 製作人：森尻和明、橫山真二郎、村瀨由美
- 製作：PIONEER LDC、創通映像、東京電視台

#### 用語（新）
《新·天地無用！》的新追加用語。
寶玉
狗麗稗吐
次元隧道

#### 主題歌（新）
片頭曲
作詞：枯堂夏子，作曲：松宮恭子，編曲：岸村正實，主唱：山本琳達
片尾曲
作詞：枯堂夏子，作曲、編曲：岸村正實，演唱：天地無用的人們
第24話片尾曲
作詞、作曲：大津美紀，作曲：長谷川智樹，主唱：飯塚雅弓

#### 各話列表（新）
| 話數 | 日文標題 | 中文標題                                                   | 編劇       | 分鏡              | 演出       | 作畫監督          | 首播日期      |
| ---- | -------- | ---------------------------------------------------------- | ---------- | ----------------- | ---------- | ----------------- | ------------- |
| 1    |          | 櫻花盛開 春意蕩漾的花都                                    | 關島真賴   | 高本宣弘          | 高本宣弘   | 武司              | 1997年 4月1日 |
| 2    |          | 姻緣一線牽 決定於繫在小指上的紅線                          | 三井秀樹   | 石山貴明          | 真野玲     | 山澤實            | 4月8日        |
| 3    |          | 大混亂！傳話遊戲是愛情遊戲                                 | 細井能道   | 福本潔            | 福本潔     | 飯田宏義          | 4月15日       |
| 4    |          | 與心儀的你 一起共步紅毯的另一端                            | 久保田雅史 | 下司泰弘          | 下司泰弘   | 小山和弘          | 4月22日       |
| 5    |          | 賺錢 來賺錢 大家來賺錢吧！                                 | 植竹須美男 | 大畑清隆          | 大畑清隆   | 中村裕之          | 4月29日       |
| 6    |          | An invitation, into the labryinth of a strange world       | 三井秀樹   | 神田直人          | 羽生尚靖   | 櫻井木之實        | 5月6日        |
| 7    |          | 呼叫愛情的宇宙船                                           | 久保田雅史 | 高本宣弘          | 下司泰弘   | 山川良志信        | 5月13日       |
| 8    |          | Only when I notice did I realize you were always beside me | 細井能道   | 南康宏            | 真野玲     | 山澤實            | 5月20日       |
| 9    |          | 帶來惡夢的地下遺跡                                         | 三井秀樹   | 福本潔            | 福本潔     | 飯田宏義          | 5月27日       |
| 10   |          | 將思念托付於唇上的是口紅嗎？                               | 植竹須美男 | 下司泰弘          | 下司泰弘   | 小山和弘          | 6月3日        |
| 11   |          | 挨罵之後，往宇宙離家出走 喵喵喵喵喵                        | 三井秀樹   | 大畑清隆          | 大畑清隆   | 柳瀨雄之          | 6月10日       |
| 12   |          | 假老爹 我討厭拉丁旋律的爸爸                                | 植竹須美男 | 羽生尚靖          | 石堂宏之   | 櫻井木之實        | 6月17日       |
| 13   |          | 激烈衝突的月與 夜閃電                                      | 關島真賴   | 小林孝志          | 高本宣弘   | 中澤一登          | 6月24日       |
| 14   |          | 衝啊！岡山→東京免費旅行                                    | 細井能道   | 青山弘            | 吉田義樹   | 細井信宏          | 7月1日        |
| 15   |          | 文化祭 愛情之始 平和之終                                   | 三井秀樹   | 南康宏            | 小田原男   | 山澤實            | 7月8日        |
| 16   |          | 櫻花散落 華之都的戀情百態                                  | 久保田雅史 | 福本潔            | 福本潔     | 飯田宏義          | 7月15日       |
| 17   |          | 往宇宙彼方而去 徬徨的魎呼                                  | 植竹須美男 | 下司泰弘          | 下司泰弘   | 小山和弘          | 7月22日       |
| 18   |          | 分離的心 離別的日子                                        | 久保田雅史 | 大畑清隆          | 大畑清隆   | 柳瀨雄之          | 7月29日       |
| 19   |          | 朋友離去 阿重霞無法傳達的告白                              | 三井秀樹   | 石堂宏之 中西伸彰 | 石堂宏之   | 櫻井木之實        | 8月5日        |
| 20   |          | 不知初夏 美清橫衝直撞潛入搜查                              | 細井能道   | 高本宣弘          | 高本宣弘   | 山川吉樹          | 8月12日       |
| 21   |          | 蟬時雨 悲傷的幽戲在夢之後                                  | 三井秀樹   | 橫田和            | 小金井猿丸 | 細井信宏          | 8月19日       |
| 22   |          | 離別將至 內心孤寂 思念的人                                 | 三井秀樹   | 木村真一郎        | 小田原男   | 山澤實            | 8月26日       |
| 23   |          | 夏天到了 處處都有新發展                                    | 細井能道   | 福本潔            | 福本潔     | 飯田宏義          | 9月2日        |
| 24   |          | 如陽光般 現代夢幻故事                                      | 久保田雅史 | 下司泰弘          | 下司泰弘   | 小山和弘          | 9月9日        |
| 25   |          | 花兒飄落 在妳離去之後…                                     | 植竹須美男 | 高橋滋春          | 高橋滋春   | 柳瀨雄之          | 9月16日       |
| 26   | ♥        | 大團員！因為我是大人了♥                                    | 關島真賴   | 高本宣弘          | 高本宣弘   | 中澤一登 山川吉樹 | 9月23日       |

| 東京電視台 星期二 18時00分－18時30分 節目 | 東京電視台 星期二 18時00分－18時30分 節目 | 東京電視台 星期二 18時00分－18時30分 節目 |
| ----------------------------------------- | ----------------------------------------- | ----------------------------------------- |
|                                           | 新·天地無用！                             |                                           |
| 機械女神J                                 | 爆笑吸血鬼'99                             |                                           |

#### 影像特典（新）
《附加劇場 未知的季節 天地爭奪 修學旅行陣》。全6話。內容為錄影帶附加收錄的短篇動畫。而該作品角色佐久耶在喜劇風格上也有所不同。
故事簡介
內容描寫天地與班上同學佐久耶等人前往岡山參加修學旅行的途中，被魎呼招喚的妖怪Busters挾持。到最後天地和佐久耶這2人能在這場情人爭奪戰中平安完成修學旅行嗎。
| 話數 | 日文標題 | 中文標題                          |
| ---- | -------- | --------------------------------- |
| 1    |          | 其之一 天地奪還 Dummy de Pon 前篇 |
| 2    |          | 其之一 天地奪還 Dummy de Pon 後篇 |
| 3    |          | 其之二 追逐 叢林×2 哼哼哼 前篇    |
| 4    |          | 其之二 追逐 叢林×2 哼哼哼 後篇    |
| 5    |          | 其之三 溫泉之戰 找到你了 前篇     |
| 6    |          | 其之三 溫泉之戰 找到你了 後篇     |

### 天地無用！GXP
2002年4月2日至9月24日播出。全26話。此作是《天地無用！》系列誕生10週年紀念作品。及《天地無用！》系列的第3作電視動畫，播放的電視台則是從原來的東京電視台改成日本電視台。企劃製作則是從PIONEER LDC改成日本電視台旗下企業VAP負責。該作也是《天地無用！》系列最後一次在NTSC制式播出的作品。
該作也是睽違10年再度以梶島版為基礎而製作的「梶島天地」版動畫。劇情時間點設定是在OVA版《天地無用！魎皇鬼（第3期）》结束約2年後，以GP養成學校為舞台的外傳作品。
另外，稍早曾在2001年8月發行梶島的同人作品後記表示正在進行「GP（銀河警察）宅急便」作為暫定名稱的企劃。

#### 製作人員（GXP）
- 原作：梶島正樹
- 導演：渡邊慎一
- 劇本統籌：黑田洋介
- 人物設定：奧田淳
- 機械設定：村田護郎（日语：村田護郎）、小川浩
- 人物總作畫監督：河野悅隆、石倉敬一、佐藤道雄、奧田淳、梶島正樹
- 機械總作畫監督：西井正典（日语：西井正典）
- 美術設定：高橋麻穗、渡邊浩二
- 概念設計：竹內敦志（日语：竹内敦志）
- 色彩設計：大內綾
- 美術監督：高橋麻穗
- 3D導演：井口光隆
- 複合導演（攝影監督）：青木武
- 音樂：多田彰文
- 音樂監督：本田保則（日语：本田保則）
- 製作人：山下洋、植田泰生、大橋豊、井上博明（日语：井上博明）
- 動畫製作人：渡邊欽哉、東道泰
- 動畫製作：AIC
- 製作協力：BeSTACK
- 製作、著作：日本電視台、VAP

#### 主題歌（GXP）
當初這2首歌曲是以實驗性方式進行下載販售（页面存档备份，存于）的，後在獲得好評之下才決定收錄在原聲帶。
片頭曲「（真夜中的太陽）」
作詞：谷，作曲、編曲：岩崎文紀，主唱：黑田佳世子
片尾曲「（你最差勁了。。。）」
作詞：渡邊慎一，作曲：田中公平，編曲：村瀨恭久，主唱：GXPrincess（佐久間紅美、鈴木麻里子、久川綾、水谷優子）

#### 各話列表（GXP）
| 話數 | 日文標題 | 編劇              | 分鏡            | 演出              | 作畫監督                                     | 首播日期      |
| ---- | -------- | ----------------- | --------------- | ----------------- | -------------------------------------------- | ------------- |
| 1    |          | 白根秀樹          | 渡邊慎一        | 川島宏            | 奧田淳、河野悅隆 西井正典（機械）            | 2002年 4月2日 |
| 2    |          | 佐藤勝一          | 村木靖          | 羽生尚靖          | 森中正春、梶島正樹 關口雅浩 西井正典（機械） | 4月9日        |
| 3    |          | 木村暢            | 渡邊慎一        | 江上潔            | 山澤實 西井正典（機械）                      | 4月16日       |
| 4    |          | 白根秀樹          | 岩田義彥        | 橫田和善          | 山本善哉                                     | 4月23日       |
| 5    |          | 佐藤勝一          | 川島宏          | 羽生尚靖          | 石田啓一                                     | 4月30日       |
| 6    |          | 木村暢            | 泉明宏 渡邊慎一 | 岡崎幸男 白石道太 | 濱野裕治                                     | 5月7日        |
| 7    |          | 白根秀樹          | 別所誠人        | 高島大輔          | 工藤征輝                                     | 5月14日       |
| 8    |          | 佐藤勝一          | 渡邊慎一        | 圓條矢太郎        | 河合靜男                                     | 5月21日       |
| 9    |          | 木村暢            | 中村主水        | 羽生尚靖          | 石田啓一                                     | 5月28日       |
| 10   |          | 木村暢            | 江上潔          | 江上潔            | 山澤實                                       | 6月4日        |
| 11   |          | 佐藤勝一          | 羽生尚靖        | 花井信也          | 小關雅                                       | 6月11日       |
| 12   |          | 木村暢            | 森本正木        | 土屋浩幸          | 工藤征輝                                     | 6月18日       |
| 13   |          | 白根秀樹          | 中村主水        | 山崎茂            | 大田和寬                                     | 6月25日       |
| 14   |          | 佐藤勝一          | 渡邊慎一        | 白石道太          | 森中正春                                     | 7月2日        |
| 15   |          | 木村暢            | 中村主水        | 花井信也          | 小關雅                                       | 7月9日        |
| 16   |          | 白根秀樹          | 福多潤          | 石踊宏            | 藤田正幸                                     | 7月16日       |
| 17   |          | 黑田洋介 梶島正樹 | 梶島正樹        | 和田裕一          | 中山岳洋                                     | 7月23日       |
| 18   |          | 佐藤勝一          | 渡邊慎一        | 羽生尚靖          | 石田啓一                                     | 7月30日       |
| 19   |          | 木村暢            | 森本正木        | 土屋浩幸          | 工藤征輝                                     | 8月6日        |
| 20   |          | 白根秀樹          | 中村主水        | 花井信也          | 小關雅                                       | 8月13日       |
| 21   |          | 木村暢            | 福多潤          | 泉明宏            | 中嶋忠二                                     | 8月20日       |
| 22   |          | 白根秀樹          | 中村主水        | 石踊宏            | 藤田正幸                                     | 8月27日       |
| 23   |          | 木村暢            | 村木靖          | 羽生尚靖          | 石田啓一                                     | 9月3日        |
| 24   |          | 白根秀樹          | 森本正木        | 土屋浩幸          | 工藤征輝                                     | 9月10日       |
| 25   |          | 木村暢            | 渡邊慎一        | 山田徹            | 向山祐治                                     | 9月17日       |
| 26   |          | 白根秀樹          | 渡邊慎一        | 山內東生雄        | 奧田淳、河野悅隆 梶島正樹、佐藤道雄 山田正樹 | 9月24日       |

#### 播放電視台
日本深夜動畫：下文記載的日本国内播放時間使用日本標準時間（UTC+9）表示。因為部分時間标识會採用30小时制，因此請留意这类超过24:00的时间，其實際播放時間為翌日清晨。
| 播放地區   | 播放電視台 | 播放日期                     | 播放時間（UTC+9）         | 所屬聯播網 | 備註   |
| ---------- | ---------- | ---------------------------- | ------------------------- | ---------- | ------ |
| 關東廣域圈 | 日本電視台 | 2002年4月2日－9月24日        | 星期二 24時55分－25時25分 | 日本電視網 | 製作局 |
| 宮城縣     | 宮城電視台 | 2002年4月11日－10月3日       | 星期四 25時55分－26時25分 | 日本電視網 |        |
| 中京廣域圈 | 中京電視台 | 2002年8月27日－2003年2月25日 | 星期二 25時35分－26時05分 | 日本電視網 |        |
| 福岡縣     | 福岡放送   | 2002年9月30日－2003年3月31日 | 星期一 26時30分－26時35分 | 日本電視網 |        |
| 日本全國   | Animax     | 2004年4月13日－10月4日       | 星期二 23時00分－26時30分 | 衛星電視   |        |
| 栃木縣     | 栃木電視台 | 2005年7月18日－2006年1月16日 | 星期一 23時35分－24時05分 | 獨立局     |        |

| 日本電視台 星期二 24時50分－25時20分 節目 | 日本電視台 星期二 24時50分－25時20分 節目 | 日本電視台 星期二 24時50分－25時20分 節目 |
| ----------------------------------------- | ----------------------------------------- | ----------------------------------------- |
|                                           | 天地無用！GXP                             |                                           |
| 第一神拳                                  | 花田少年史                                |                                           |

### 天地無用！魎皇鬼（第3期）
2003年－2005年製作。出版商從PIONEER LDC變更為前作（GXP）動畫播放電視台日本電視台旗下企業VAP負責出版發行。
另外，該作也是自從同名OVA第2期以來，睽違8年的新作、以及同名動畫系列第一次直接以DVD方式發行的OVA。
卷數是正篇全6卷+番外篇1卷。該OVA的DVD發行之後，後來在2011年又以DVD的方式再次販售。最近的一次是2017年以全1卷的藍光套組發行。
該作故事的發展主要基於每集的核心進行。

#### 各話列表（第3期）
| 話數        | 日文標題 | 中文標題                  | 編劇     | 分鏡              | 演出     | 作畫監督                                    | 發售日期       |
| 第3期       | 第3期    | 第3期                     | 第3期    | 第3期             | 第3期    | 第3期                                       | 第3期          |
| ----------- | -------- | ------------------------- | -------- | ----------------- | -------- | ------------------------------------------- | -------------- |
| 1           |          | 來自遠方的人              | 黑田洋介 | 梶島正樹 八谷賢一 | 羽生尚靖 | 北島信幸 佐藤道雄 梶島正樹 西井正典（機械） | 2003年 9月18日 |
| 2           |          | 未婚妻                    | 黑田洋介 | 森本正木          | 阿部雅司 | 大田和寬                                    | 12月21日       |
| 3           |          | 現正休養中                | 黑田洋介 | 青木英            | 八谷賢一 | 北島信幸 佐藤道雄 河野悅隆 梶島正樹         | 2004年 3月27日 |
| 4           |          | 美笑生搭小丸號來了        | 黑田洋介 | 九市 木村卓司     | 木村卓司 | 佐藤道雄 齋藤雅和 丸英夫                    | 9月15日        |
| 5           |          | 親熱大作戰 ～壽終的開始～ | 黑田洋介 | 八谷賢一          | 友田政晴 | 河野悅隆 相坂直樹 丸英夫 佐藤道雄           | 12月22日       |
| 6           |          | Z                         | 黑田洋介 | 梶島正樹          | 木村卓司 | 齋藤雅和                                    | 2005年 3月16日 |
| 7 （PLUS1） |          | 天地晴朗 卻波瀾萬丈？     | 梶島正樹 | 駒井一也          | 青木英   | 佐藤道雄 齋藤雅和 梶島正樹                  | 9月14日        |

#### 製作人員（第3期）
- 原作、人物設定：梶島正樹
- 導演：八谷賢一
- 劇本統籌：黑田洋介
- 機械設定：寺岡賢司
- 概念設計：竹內敦志（第5話起）
- 人物總作畫監督：北島信幸（第4話）、梶島正樹（第6、7話）
- 機械總作畫監督：西井正典
- 美術監督：高山八大→渡邊佳人（第5話起）
- 色彩設計：松山愛子
- 3D導演：井口光隆
- 複合導演：中島秀剛
- 剪輯：西重成→右山章太（第7話）
- 音響監督：本田保則
- 音樂：多田彰文
- 製作人：山下洋→中谷敏夫、植野浩之→君嶋由紀子、植田泰生、大橋豐、井上博明
- 動畫製作人：松嵜義之
- 動畫製作：AIC
- 製作協力：BeSTACK
- 製作、著作：日本電視台、VAP

#### 主題曲（第3期）
片頭曲
作曲、編曲：多田彰文
片尾曲「Lovely Cookin'」
作詞：石川繪理，作曲、編曲：岩崎文紀，主唱：小田島朋子

### 天地無用！魎皇鬼（第4期）
2015年11月28日於高梁動畫祭宣布決定製作。全4卷。該作是同名動畫系列第一次直接以藍光的方式發行。另外，第1卷是在2016年11月30日由LUXENT出版發行。

#### 各話列表（第4期）
| 話數  | 日文標題 | 中文標題     | 編劇     | 分鏡     | 演出     | 作畫監督                                       | 發售日期        |
| 第4期 | 第4期    | 第4期        | 第4期    | 第4期    | 第4期    | 第4期                                          | 第4期           |
| ----- | -------- | ------------ | -------- | -------- | -------- | ---------------------------------------------- | --------------- |
| VOL.1 |          | 前日宴       | 白根秀樹 | 池下博紀 | 池下博紀 | 小田武士                                       | 2016年 11月30日 |
| VOL.2 |          | 柾木的宿命   | 白根秀樹 | 矢吹勉   | 千葉茂   | 齋藤温子 大木比呂 小田武士（總）               | 2017年 2月22日  |
| VOL.3 |          | 誓約與願望   | 白根秀樹 | 池下博紀 | 神原敏昭 | 小田武士                                       | 5月31日         |
| VOL.4 |          | 美好的出發日 | 白根秀樹 | 高橋英俊 | 高橋英俊 | 下條祐未 內原茂 沼田廣 福永純一 小田武士（總） | 9月13日         |

#### 製作人員（第4期）
- 原作、總導演、人物原案：梶島正樹
- 導演：高橋英俊
- 劇本統籌、編劇：白根秀樹
- 人物設定、總作畫監督 - 小田武士
- 服裝設定：下條祐未
- 道具設定：齋藤溫子
- 色彩設定：最相茂
- 美術監督：池田勉
- 攝影監督：桑良人
- 剪輯：柳圭介
- 音響監督：本田保則
- 音樂：Crunch All Stars + 酒井良
- 動畫製作：AIC×C2C
- 製作：「天地無用！魎皇鬼」第四期製作委員會（LUXENT、BELLPLANS、PONY CANYON ENTERPRISE、Youku Tudou Inc.、友金通商、亞洲動畫合作夥伴）

#### 主題曲（第4期）
片頭曲
（第1話）
作詞、作曲、編曲：鈴木，主唱：上月せれな
「P.N.K!!」（第2話）
作詞、作曲：ALiCE，編曲、主唱：
（第3話）
作詞、主唱：大島はるな（Sound Drive），作曲、編曲：齋藤悠彌（Sound Drive）
「Brand New Door」（第4話）
作詞：SugarLover（Sound Drive），作曲、編曲：齋藤悠彌（Sound Drive），主唱：渡邊あゆ香
片尾曲
「Shake the DiCE」（第1話）
作詞、作曲、編曲：zino，主唱：上月
「Jumpin' Lovin' Girl」（第2話）
作詞：+earth☆sky，作曲、編曲：新本和正，主唱：+earth☆sky feat. ayaka morikawa
（第3話）
作詞、主唱：（Sound Drive），作曲、編曲：齋藤悠彌（Sound Drive）
（第4話）
作詞： SugarLover（Sound Drive），作曲、編曲、編曲：齋藤悠彌（Sound Drive），主唱：

### 天地無用！魎皇鬼（第5期）

#### 各話列表（第5期）
| 話數   | 日文標題 | 中文標題                         | 編劇     | 分鏡                | 演出                            | 作畫監督       | 發售日期       |
| 第5期  | 第5期    | 第5期                            | 第5期    | 第5期               | 第5期                           | 第5期          | 第5期          |
| ------ | -------- | -------------------------------- | -------- | ------------------- | ------------------------------- | -------------- | -------------- |
| 第一話 |          | 繼母與乾姐與遺產與…              | 白根秀樹 | 石山貴明 元永慶太郎 |                                 | 崎本小百合     | 2020年 2月28日 |
| 第二話 |          | 樂園計畫                         | 白根秀樹 | 石山貴明 元永慶太郎 | 5月29日                         | 崎本小百合     |                |
| 第三話 |          | 歡迎來到盤上島                   | 白根秀樹 | 石山貴明 元永慶太郎 | 山村俊了 阿形大輔 岡辰也        | 8月28日        |                |
| 第四話 |          | 天堂·典範                        | 白根秀樹 | 大平直樹            | 山村俊了 阿形大輔 前田明壽      | 11月27日       |                |
| 第五話 |          | 雖然可能有很多意見，但總會有辦法 | 白根秀樹 | 大平直樹            | 山村俊了 阿形大輔 岡辰也 川森昇 | 2021年 2月26日 |                |
| 第六話 |          | 滿級（？）勇者出發旅行           |          |                     |                                 |                | 5月28日        |

## 小說
真·天地無用！魎皇鬼
目前已推出3冊，全套由富士見書房出版發行。著者為黑田洋介、梶島正樹。故事是以OVA版「天地無用！魎皇鬼」正篇登場角色的過去和經歷、以及裏設定等等為該小說的內容。
| 冊數 | 標題           | 發行日期  | ISBN               |
| ---- | -------------- | --------- | ------------------ |
| 1    | 壹之卷《樹雷》 | 1997年8月 | ISBN 4-8291-2763-5 |
| 2    | 貳之卷《遙照》 | 1998年3月 | ISBN 4-8291-2804-6 |
| 3    | 參之卷《鷲羽》 | 1999年5月 | ISBN 4-8291-2889-5 |
天地無用！魎皇鬼
由當時從同名OVA第1期開始負責劇本的編劇長谷川菜穗子所著作。全套同樣由富士見書房出版發行。其中一部分是在《DRAGON MAGAZINE》連載。該小說使用的名稱雖然與OVA是一樣的，但是故事的內容設定卻和OVA不同。原作雖然不是掛名梶島的名字，不過在《千客萬來篇》中，其封面插圖和故事插圖是由梶島負責繪製的。
| 冊數 | 標題                                        | 發行日期   | ISBN                |
| --- | ------------------------------------------- | ---------- | ------------------- |
| 1 | 天地無用！魎皇鬼 千客萬來篇，愛的六角星     | 1993年5月  | ISBN 978-4829124994 |
| （備註）內容為OVA第1期的後日談。 |                                             |            |                     |
| 2 | 天地無用！魎皇鬼 諸行無常篇〈上〉           | 1994年5月  | ISBN 978-4829125656 |
| （備註）OVA第1期的小說版。 |                                             |            |                     |
| 3 | 天地無用！魎皇鬼 諸行無常篇〈下〉           | 1994年8月  | ISBN 978-4829125847 |
| 4 | 天地無用！魎皇鬼 天地大人，心頭亂了!?〈上〉 | 1995年6月  | ISBN 978-4829126301 |
| 故事簡介：內容描述天地他已經知道母親的真正死因。為全新的小說故事內容。                                                                                       |                                             |            |                     |
| 5 | 天地無用！魎皇鬼 天地大人，心頭亂了!?〈下〉 | 1996年4月  | ISBN 978-4829126752 |
| 6 | 天地無用！魎皇鬼 混沌的霸者                 | 1995年10月 | ISBN 978-4829126516 |
| 故事簡介：內容描寫天地他玩電視遊戲機因為打不出好成績，於是鷲羽就幫他打造了一個虛擬世界（Fantasy RPG）作為遊戲舞台。但卻讓麻煩發生了，為什麼是清音當遊戲主角… |                                             |            |                     |
| 7 | 天地無用！魎皇鬼 猴子也能征服世界           | 1996年9月  | ISBN 978-4829127049 |
| 故事簡介：內容描寫新角色神我人的兒子神我巳登場。 |                                             |            |                     |
| 8 | 天地無用！魎皇鬼 好孩子的生活篇             | 1996年11月 | ISBN 978-4829127186 |
| 9 | 天地無用！魎皇鬼 在夏威夷的假日             | 1997年4月  | ISBN 978-4829127384 |
| 10 | 天地無用！魎皇鬼 家裡安全篇                 | 1997年10月 | ISBN 978-4829127759 |
| 11 | 天地無用！魎皇鬼 無病息災篇                 | 1998年4月  | ISBN 978-4829128107 |
| 12 | 天地無用！魎皇鬼 夢的形狀                   | 1998年10月 | ISBN 978-4829128442 |
| （備註）長谷川菜穗子版小說的最終冊。 |                                             |            |                     |
| | 天地無用！盛夏的聖誕夜                      | 1997年7月  | ISBN 978-4829127612 |
| （備註）與動畫電影為同名的原作小說。內容為「無病息災篇」和「夢的形狀」這兩部長篇時間點中間衍生的番外篇。                                                     |                                             |            |                     |
劇場版 天地無用！
由富士見Fantasia文庫出版發行。著者為根岸宏。
- 天地無用！in LOVE 夢想之家
  - 內容是以動畫『in LOVE』電視動畫系列的世界觀、OVA第一期和長谷川菜穗子小說版的設定作為基準（如阿重霞和魎呼這2人在看勝仁的專輯時的對話，及美星談到魎呼和鷲羽這2人時她的個人發言等）。

- 天地無用！in LOVE 2 遙遠的思念

新·天地無用！
由角川CDmini文庫出版發行。著者為關島真賴。
- 新·天地無用！佐久耶的告白 小小的戀人

CD主演：飯塚雅弓／形象專輯「天使的誘惑」
- 新·天地無用！砂沙美的祈福 半徑10公尺的愛

CD主演：橫山智佐／形象專輯「朋友」
- 新·天地無用！魎呼的心 突然回頭就靈體脫離

CD主演：折笠愛／形象專輯「第14號月亮」
《Paradise war》
原作：梶島正樹，著者：水樹尋，插圖：榎波克己。
由講談社輕小說文庫（講談社）出版發行。故事內容為山田西南跟來自銀河內上百位強悍的海賊在經過一場激戰之後，使得銀河的正常運作停止，但此時瀨戶等地為了營造一個美好的未來，卻與銀河聯盟結合。
《真·天地無用！魎皇鬼外傳 天地無用！GXP》
為《真·天地無用！魎皇鬼》的續集，著者為梶島正樹（第1冊則跟白根秀樹共著），插圖同樣由梶島正樹擔任。
該小說是以OVA版《天地無用！魎皇鬼》的設定為基礎而編成，是2002年4月至9月播出電視動畫《天地無用！GXP》的輕小說化作品。
| 冊數   | 發行日期  | ISBN                   |
| ------ | --------- | ---------------------- |
| 1      | 2003年4月 | ISBN 4-8291-1513-0     |
| 2      | 2005年8月 | ISBN 4-8291-1742-7     |
| 3      | 2006年8月 | ISBN 4-8291-1848-2     |
| 4      | 2007年8月 | ISBN 978-4-8291-1951-8 |
| 5      | 2008年7月 | ISBN 978-4-8291-3306-4 |
| 6      | 2010年1月 | ISBN 978-4-8291-3478-8 |
| 7      | 2011年2月 | ISBN 978-4-8291-3610-2 |
| 8      | 2012年1月 | ISBN 978-4-8291-3726-0 |
| 9      | 2013年1月 | ISBN 978-4-8291-3846-5 |
| 10     | 2014年1月 | ISBN 978-4-04-070001-4 |
| 11     | 2015年1月 | ISBN 978-4-04-070504-0 |
| 12     | 2015年3月 | ISBN 978-4-04-070543-9 |
| 13     | 2016年3月 | ISBN 978-4-04-070841-6 |
| 14     | 2016年4月 | ISBN 978-4-04-070895-9 |
| 簾座篇 | 2017年5月 | ISBN 978-4-04-072269-6 |

## 漫畫
天地無用！魎皇鬼
全部由角川書店出版、奧田人志作畫。於《月刊Comic Dragon》（1993年12月號）→《月刊Comic Dragon Jr.》→《月刊Dragon Age》（全部都是富士見書房旗下雜誌）連載（換過3本雜誌）。直到2006年1月號才正式完結。然後，該漫畫版作者奧田為了祝賀完結，並於《月刊Dragon Age》2006年2月號發表4頁的完結紀念特別4格漫畫「天地御免！Appendix」，及在《月刊Dragon Age》3月號、4月號發表番外篇「天地無用！砂沙美！」。從此由奧田原作的「奧田版天地」在此畫下句點。
而奧田版天地的故事內容跟OVA完全不同，雖然是踏襲梶島版的設定內容。不過，奧田版天地的漫畫從未冠上梶島的名字。
| 冊數                | 富士見書房       | 富士見書房             |
| 冊數                | 發售日期         | ISBN                   |
| 天地無用！魎皇鬼    | 天地無用！魎皇鬼 | 天地無用！魎皇鬼       |
| ------------------- | ---------------- | ---------------------- |
| 1                   | 1994年12月16日   | ISBN 978-4-0471-2101-0 |
| 2                   | 1995年3月28日    | ISBN 978-4-0471-2103-4 |
| 3                   | 1995年8月29日    | ISBN 978-4-0471-2109-6 |
| 4                   | 1996年4月1日     | ISBN 978-4-0471-2117-1 |
| 5                   | 1996年9月27日    | ISBN 978-4-0471-2124-9 |
| 6                   | 1997年4月7日     | ISBN 978-4-0471-2131-7 |
| 7                   | 1997年8月1日     | ISBN 978-4-0471-2139-3 |
| 8                   | 1998年7月31日    | ISBN 978-4-0471-2167-6 |
| 9                   | 1998年11月30日   | ISBN 978-4-0471-2176-8 |
| 10                  | 1999年4月28日    | ISBN 978-4-0471-2188-1 |
| 11                  | 1999年12月24日   | ISBN 978-4-0471-2213-0 |
| 12                  | 2000年9月27日    | ISBN 978-4-0471-2245-1 |
| 新·天地無用！魎皇鬼 |                  |                        |
| 1                   | 2001年8月30日    | ISBN 978-4-0471-2277-2 |
| 2                   | 2001年12月21日   | ISBN 978-4-0471-2289-5 |
| 3                   | 2002年7月30日    | ISBN 978-4-0471-2304-5 |
| 4                   | 2003年1月30日    | ISBN 978-4-0471-2320-5 |
| 5                   | 2003年8月28日    | ISBN 978-4-0471-2339-7 |
| 6                   | 2004年3月26日    | ISBN 978-4-0471-2352-6 |
| 7                   | 2004年8月30日    | ISBN 978-4-0471-2367-0 |
| 8                   | 2005年1月28日    | ISBN 978-4-0471-2385-4 |
| 9                   | 2005年7月28日    | ISBN 978-4-0471-2414-1 |
| 10                  | 2006年1月30日    | ISBN 978-4-0471-2440-0 |
天地無用！砂沙美傳說
| 冊數   | 標題                 | 富士見書房    | 富士見書房             |
| 冊數   | 標題                 | 發售日期      | ISBN                   |
| 番外篇 | 番外篇               | 番外篇        | 番外篇                 |
| ------ | -------------------- | ------------- | ---------------------- |
| 全1冊  | 天地無用！砂沙美傳說 | 2002年2月27日 | ISBN 978-4-0471-2294-9 |
| 全1冊  | 天地無用！砂沙美！   | 2006年3月29日 | ISBN 978-4-0471-2445-5 |
天地無用！in LOVE 2 ～Eternal Memory～
角川書店發行。由根岸宏原作，作畫由松原負責。還有，「in LOVE」是在《月刊Comic Dragon》進行發表，番外篇則在《Dragon Jr.》發表。
天地無用！GXP
《月刊Comic Dragon》（角川書店／富士見書房刊）連載。作者是。單行本全1冊。
1. 2002年8月 ISBN 4-0471-2307-2

## 廣播節目
秘密的天地無用！
1995年10月14日到1997年4月6日在文化放送電台播出。主持人由魎呼的聲優折笠愛、阿重霞的聲優高田由美，及文化放送所屬播報員西葫蘆飯塚共3人擔任。
愛與由美的啊啊新天地！
1997年4月13日到1999年10月3日繼續在文化放送電台播出。主持人由折笠愛、高田由美、西葫蘆飯塚及新加入的聲優水野愛日共4人擔任。

## 相關商品

### 影像作品
天地無用！魎皇鬼 SOUND FILE
1994年1月25日發售。為OVA第1期發行後，第2期發行前出的音樂錄影帶集。其中「魔法少女砂沙美」（也是此作第一次影像化）就有6首。
天地無用！LIVE 大天地祭'94
1995年2月25日發售。現場影片。
天地無用！的內祝 ～話是這麼說，但OVA什麼時候會出～
2003年6月25日發售。第3期PVA發行前的宣傳影片DVD。
天地無用！秘密鍋（えんたていめんと）
2004年5月26日發售。收錄了情報綜藝節目「自動的電影紙芝居」與番外迷你小劇場「不定期情報局『胡蘿蔔屋』」的內容。出演者有小櫻悅子和金田朋子。

### 音樂CD
| 標題                                                                              | 發售日期       | 備註 |
| --------------------------------------------------------------------------------- | -------------- | --- |
| 天地無用！魎皇鬼 音樂篇 其之一                                                    | 1992年8月25日  | OVA發行之前的第1張先音樂原聲帶。並有收錄迷你廣播劇。 |
| 天地無用！魎皇鬼 音樂篇 其之二                                                    | 1993年3月25日  | OVA原聲帶。 |
| 天地無用！魎皇鬼的聖誕節                                                          | 1993年11月25日 | 形象專輯。並有附錄迷你廣播劇「賣火柴的小女孩」「小氣財神」。 |
| 天地無用！魎皇鬼 音樂篇 其之三                                                    | 1994年9月22日  | OVA原聲帶。並有收錄和OVA第2期有關聯的迷你廣播劇「第八話序說 砂沙美若不在的話」。 |
| 天地無用！魎皇鬼的精選專輯                                                        | 1994年11月25日 | 歌曲集。一部份為新的錄音。 |
| 天地無用！魎皇鬼 秘寶館                                                           | 1995年3月22日  | 收錄了5張CD的音樂CD套組。 - 天之卷－Live Arrange曲集。 - 地之卷－精選專輯第2彈。 - 無之卷－未收錄的BGM集。 - 用之卷－CD特別篇「天地開闢時空道行」的加長版。並有收錄原聲帶未收錄的內容「平安無用！」，但被經過剪接刪減。 - ！之卷－CD-G卡拉OK集。收錄內容與「精選專輯」相同。 |
| TV天地無用！CD系列1 美星的留守日記                                                | 1995年5月24日  | 電視動畫原聲帶。並有收錄迷你廣播劇。 |
| 天地無用! EXTRA-CD 阿重霞版 銀盤                                                  | 1995年9月21日  | 形象專輯。並有收錄迷你廣播劇。 |
| SONIA/天地無用！ ？SONIA WONDERLAND？                                             | 1995年9月21日  | 歌曲集。 |
| TV天地無用！CD系列2 清音的特搜日記                                                | 1995年11月10   | 電視動畫原聲帶。並有收錄迷你廣播劇。 |
| MEET THE TENCHI-MUYO！                                                            | 1996年1月24日  | 英語版CD。 |
| 劇場版 天地無用！in LOVE 原聲帶                                                   | 1996年4月24日  | 電影動畫原聲帶。 |
| 天地無用！in LIVE TOUR'96                                                         | 1996年8月21日  | Live CD。 |
| 天地無用！登校無用原聲帶                                                          | 1996年10月23日 | 遊戲音樂原聲帶。 |
| 天地無用！Heartful Songs                                                          | 1996年12月21日 | 歌曲集。 |
| 天地無用！歌唱大決算!!                                                            | 1997年3月25日  | 歌曲集。Disc6枚組。而且所有CD都有卡拉OK版的歌曲。 |
| 天地無！廣播JUKEBOX DISC1 歌唱秘密的天地無用！ 柾木家的環繞世界一周之旅           | 1996年12月21日 | 廣播節目「秘密的天地無用！」歌曲集。 |
| 天地無用！廣播JUKEBOX DISC2 歌唱秘密的天地無用！ Music FAN Countdown Station HEY! | 1996年12月26日 | 廣播節目「秘密的天地無用！」歌曲集。並有收錄迷你廣播劇。 |
| 天地無用！廣播JUKEBOX DISC3 歌唱秘密的天地無用！ Audition×Audition                | 1997年4月23日  | 廣播節目「秘密的天地無用！」歌曲集。並有收錄迷你廣播劇。 |
| 新·天地無用！音樂篇其之一                                                         | 1997年5月28日  | 「新·天地無用！」原聲帶。並附加收錄「春爛漫 佐久耶 暴走」。 |
| 新·天地無用！音樂篇其之二                                                         | 1997年9月24日  | 「新·天地無用！」原聲帶。並附加收錄「蝉の声 聞想出 」。 |
| 天地無用！廣播JUKEBOX DISC4 BOX                                                   | 1997年5月28日  | 廣播節目「秘密的天地無用！」歌曲集。並有收錄迷你廣播劇。 |
| 劇場版 天地無用！盛夏的聖誕夜 原聲帶                                              | 1997年7月23日  | 電影動畫原聲帶。 |
| 劇場版 天地無用！in LOVE 2 遙遠的思念 原聲帶                                      | 1999年3月25日  | 電影動畫原聲帶。 |
| 天地無用！GXP 原聲帶                                                              | 2002年7月24日  | 電視動畫原聲帶。 |
| 天地無用！魎皇鬼 音樂篇 第三期系列 其之一                                         | 2003年10月22日 | OVA原聲帶。 |
| 天地無用！的主題歌精選專輯                                                        | 2004年12月22日 | 主題歌集。 |
| 天地無用！魎皇鬼 音樂篇 第三期系列 其之二                                         | 2005年1月26日  | OVA原聲帶。 |
| 天地無用！魎皇鬼 音樂篇 第三期系列 其之三                                         | 2005年9月14日  | OVA原聲帶。 |

### 廣播劇CD
| 標題                                              | 發售日期       | 備註                                                                                   |
| ------------------------------------------------- | -------------- | -------------------------------------------------------------------------------------- |
| 天地無用！魎皇鬼 CD特別篇 天地開闢時空道行        | 1993年7月24日  | 廣播劇CD。由於時間的關係所以有都1話未收錄，但是「秘寶館」後來有以加長版的方式收錄。    |
| 天地無用！魎皇鬼CD特別篇2 太陽系的七種秘湯        | 1994年4月27日  | 廣播劇CD。                                                                             |
| 天地無用！魎皇鬼'（Dash）第一話「誰是阿宅？」     | 1994年6月25日  | 廣播劇CD。而「Dash」系列是以沒有在梶島版天地的動畫中適用所構想，而收錄製成的廣播劇CD。 |
| 天地無用！魎皇鬼'（Dash）第二話「砂沙美的情人節」 | 1995年1月25日  | 廣播劇CD。                                                                             |
| 天地無用！廣播幕之內便當 和風                     | 1995年12月8日  | 廣播劇。                                                                               |
| 天地無用！廣播幕之內便當 洋風                     | 1995年12月21日 | 廣播劇。                                                                               |
| 天地無用！廣播幕之內便當 中華風                   | 1996年2月22日  | 廣播劇。                                                                               |
| 天地無用！廣播幕之內便當 民族風                   | 1996年4月10日  | 廣播劇。                                                                               |
| 天地無用！廣播電影箱 推理ch.                      | 1996年6月12日  | 廣播劇。                                                                               |
| 天地無用！廣播電影箱 動作ch.                      | 1996年6月12日  | 廣播劇。                                                                               |
| 天地無用！廣播電影箱 時代劇ch.                    | 1996年9月25日  | 廣播劇。                                                                               |
| 天地無用！廣播電影箱 SF-Xch. 電影箱               | 1996年11月27日 | 廣播劇。                                                                               |
| 劇場公開紀念廣播劇特輯 天地無用！盛夏的嘉年華     | 1997年9月24日  | 廣播劇。                                                                               |
| 愛與由美的啊啊裏天地！in 北海道                   | 1998年1月21日  | 廣播節目。                                                                             |

### 電腦遊戲
| 標題                         | 軟體                     | 發售日期       | 出版廠商         | 備註                                                     |
| ---------------------------- | ------------------------ | -------------- | ---------------- | -------------------------------------------------------- |
| 天地無用！魎皇鬼             | PC-9801                  | 1994年11月11日 | 萬普             | AVG類型遊戲。                                            |
| 天地無用！魎皇鬼             | PC EngineSUPER CD-ROM2版 | 1995年5月26日  | NEC Avenue       | PC-98版的再製版。                                        |
| 天地無用！CD-ROM             | Sega Saturn              | 1995年9月29日  | U-MEDIA          |                                                          |
| 天地無用！篇                 | Super Famicom            | 1995年10月27日 | 萬普             | SLG風類型遊戲。                                          |
| 天地無用！魎御理溫泉煙火之旅 | Sega Saturn              | 1996年2月9日   | U-MEDIA          | AVG類型遊戲。                                            |
| 天地無用！魎皇鬼FX           | PC-FX                    | 1996年7月12日  | NEC Interchannel | PCE版的再製版，由「白亞邂逅」和「清音逢偶」這2部所構成。 |
| 天地無用！登校無用           | PlayStation              | 1996年9月13日  | XING             | AVG類型遊戲。                                            |
| 天地無用！登校無用           | Sega Saturn              | 1997年1月17日  |                  | AVG類型遊戲。                                            |
| 天地無用！連鎖必要           | Sega Saturn              | 1997年2月28日  | PIONEER LDC      | 魔法氣泡風的對戰方塊遊戲。                               |

### Amusement Disc
| 標題                                     | 軟體          | 發售日期      | 出版廠商    |
| ---------------------------------------- | ------------- | ------------- | ----------- |
| 天地無用！魎皇鬼 CD-ROM for Mac          | Mac           | 1995年2月24日 | PIONEER LDC |
| 天地無用！魎皇鬼 CD-ROM for Windows      | Windows       | 1995年3月31日 | PIONEER LDC |
| 天地無用！魎皇鬼 -DAY AFTER DAY-         | Windows&Mac   | 1995年8月10日 | PIONEER LDC |
| 天地無用！魎皇鬼 CD-ROM2 今度RPG（笑）！ | Windows版&Mac | 1996年3月22日 | PIONEER LDC |
| 天地無用！in LOVE CD-ROM                 | Windows       | 1996年9月20日 | PIONEER LDC |
| 天地無用！                               | Windows       | 1998年10月9日 | AIC Spirits |

## 其它作品
主條目：MAGIUS#天地無用！系列 （日語）
- 天地無用！RPG 天地爭奪戰
- 騷動無用！天地無用！RPG
- 天地無用！in LOVE RPG
- 天地無用！漂流記 MAGIUS天地無用! RPG重播集

卡式錄音帶
- animate聲音卡式錄音帶 聲音精選 天地無用！魎呼&阿重霞篇

## 外傳作品
妙筆小呆
1997年至1999年發行的OVA作品。與後來製作的《異世界的聖機師物語》設定相同，但是2部是不同世界的作品。
平行世界物語
1999年在WOWOW播出的電視動畫。全14話。另外此作有在劇中有暗示跟《真·天地無用！魎皇鬼外傳 天地無用！GXP》的關連性。
天地無用！GXP
詳細內容請參照：天地無用！GXP（上述）。
戰爭程序員白瀨
2003年首播的原創電視動畫。還有「魔法少女砂沙美」的角色天野美紗緒有在此作登場。
砂沙美魔法少女俱樂部
與「魔法少女砂沙美」相同，是另一部又以砂沙美變身成魔法少女為主題的新作外傳作品。但與「天地無用！」系列、「魔法少女砂沙美」的關連性低，所以只是延用「魔法少女砂沙美」角色的作品。而該作出場的天地無用角色只有砂沙美、美星、鷲羽、魎皇鬼這4人。
- 砂沙美魔法少女俱樂部 全13話（2006年4月－2006年7月播出）
- 砂沙美魔法少女俱樂部 第2期 全13話（2006年10月－2007年1月播出）

異世界的聖機師物語
2009年5月至2010年5月以OVA方式發行。故事內容描寫鷲羽（本作中僅出現影子）將天地同父異母的弟弟“柾木劍士”傳送到異世界「傑米娜」展開戰鬥的故事。
祭典前日之夜
梶島他以設計工作的署名所衍生出來的梶島正樹監修同人誌系列。

### 成人作品
所有作品都由梶島正樹擔任原作。為18禁OVA。
Space Ofera 阿卡魯達
1998年發表。由AIC與BEAM Entertainment（今已改名Happinet）共同製作。全4話（未完）。此作描寫主角是一位18歳的少年。自雙親被殺害以來、就在太空船‧阿卡魯達上受凱兒扶養長大。1999年與成人遊戲同步販售。
御先祖賛江
1999年發表。由AIC與BEAM Entertainment（今已改名Happinet）共同製作。由梶島正樹擔任原作、人物設定。全4話。
續·御先祖賛江
2000年發表。由AIC與GREEN BUNNY（BEAM Entertainment）共同製作。該作雖然是御先祖賛江的續篇，但是作畫畫風與前作不同。全4話。
貴方だけこんばんわ
2009年至2011年發表。由AIC與GP Museum Soft（今已改名ALL IN ENTERTAINMENT）共同製作。是一部相當重口味的後宮作品。全5話完結。後來在2012年5月發行了重新剪輯成120分的總集篇。

## 腳註

## 外部連結
- 株式會社AIC官方網站 （日語）
- 《天地無用！》系列官方網站 （日語）（2013年5月於互聯網檔案館取得）
- 《天地無用！》官方網站（由互聯網檔案館保管）
- 愛·天地無用！動畫官方網站（页面存档备份，存于） （日語）－日本電視台旗下企業VAP官方的動畫網站。
- 愛·天地無用！的X（前Twitter） （日語）
- 愛·天地無用！活動情報&天地無用！魎皇鬼　第四期官方網站（页面存档备份，存于） （日語）
- 天地無用！魎皇鬼 四期官方的X（前Twitter） （日語）